# فکرت مویکیچ
فکرت مویکیچ (بوسنیایی: Fikret Mujkić؛ زادهٔ ۱۳ مهٔ ۱۹۴۹) بازیکن فوتبال اهل بوسنی و هرزگوین-یوگسلاوی بود.
از باشگاه‌هایی که در آن بازی کرده‌است می‌توان به باشگاه فوتبال ناک بردا اشاره کرد.
وی همچنین در تیم‌های ملی فوتبال زیر ۲۱ سال یوگسلاوی و یوگسلاوی بازی کرده‌است.